# Myrmarachne maxillosa
Myrmarachne maxillosa is een spinnensoort in de taxonomische indeling van de springspinnen (Salticidae). De wetenschappelijke naam van de soort werd voor het eerst geldig gepubliceerd in 1846 door Carl Ludwig Koch.